# Tsubaki Takayuki
Takayuki Tsubaki (Nhật: 椿隆之 (Xuân Long Chi) Hepburn: Tsubaki Takayuki) (sinh ngày 28 tháng 6 năm 1982) là một diễn viên và YouTuber người Nhật Bản. Anh được nhớ đến nhiều nhất với vai Kenzaki Kazuma, nhân vật chính trong loạt phim tokusatsu Kamen Rider Blade.

## Tiểu sử
Tsubaki sinh ngày 28 tháng 6 năm 1982 tại tỉnh Chiba.

## Đời tư
Vào ngày 9 tháng 11 năm 2016, Tsubaki đã bị đánh và bị thương nghiêm trọng bởi em trai của một người lái xe mô tô, với một cây golf đánh vào mặt trong cuộc cãi vã với người lái xe mô tô lúc 9:00 tối. Tuy nhiên, bạn diễn Kamen Rider Blade của anh ấy Ryoji Morimoto và Takahiro Hojo đã xác nhận rằng tình trạng của Tsubaki tốt.